# ナイラ・パーク
ナイラ・パーク（英: Nira Park, Ny-rah）はイギリスのテレビ・映画プロデューサーである。
日本ではニラ・パーク表記も見られ、長年エドガー・ライト作品を手掛けてきたことでも知られる。
1995年に、イギリスの映画・テレビ番組制作会社ビッグ・トーク・プロダクションズを立ち上げている。エドガー・ライト、サイモン・ペグ、ニック・フロストとは、2シーズンにわたって賞レースを沸かせたシットコム『SPACED 〜俺たちルームシェアリング〜』に加え、スリー・フレーバー・コルネット3部作（『ショーン・オブ・ザ・デッド』、『ホット・ファズ -俺たちスーパーポリスメン!-』、『ワールズ・エンド 酔っぱらいが世界を救う!』）でもタッグを組んでいる。

## キャリア
パークは6年間『ザ・コミック・ストリップ』放送に携わった後、独立して自身の制作会社ビッグ・トーク・プロダクションズを立ち上げた 。チャンネル4の紹介で知り合ったのが映画監督のエドガー・ライトであり、彼らはその後1999年と2001年に放送された『SPACED 〜俺たちルームシェアリング〜』を共に制作している。『SPACED』での成功後、パークとライトに加えて、この番組に出演していたサイモン・ペグとニック・フロストを主軸に作られたのが、カルト的人気を誇るゾンビ・コメディ映画『ショーン・オブ・ザ・デッド』（2004年）である。この映画でパークは、カール・フォアマン賞（現英国アカデミー賞英国脚本家・監督・プロデューサーデビュー賞）にノミネートされた。この作品は、パーク・ライト・ペグ・フロストのタッグで制作されたスリー・フレーバー・コルネット3部作の第1作となり、2007年には『ホット・ファズ -俺たちスーパーポリスメン!-』、2013年には『ワールズ・エンド 酔っぱらいが世界を救う!』が制作された。
パークは2010年の『スコット・ピルグリム VS. 邪悪な元カレ軍団』、2017年の『ベイビー・ドライバー』でもライトとタッグを組んでいる。ライトの他にも、パークはジョー・コーニッシュ作品を複数手掛けており、2011年にはコーニッシュのデビュー作にしてサウス・バイ・サウスウエストで観客賞を獲得した『アタック・ザ・ブロック』を制作した。同じく2011年には、ペグとフロストが脚本を執筆し、グレッグ・モットーラが監督した『宇宙人ポール』を手掛けた。2012年にはベン・ウィートリー監督のブラックコメディ映画『サイトシアーズ 殺人者のための英国観光ガイド』に携わり、作品はカンヌ国際映画祭でプレミア上映された。2013年には批評的に成功したサイコ・ホラー『新クライモリ デッド・フィーバー』を送り出し、作品はサンダンス映画祭で上映された。2014年に手掛けた『カムバック!』は、ニック・フロストが原案・製作総指揮・主演を務めた作品で、クリス・オダウドとラシダ・ジョーンズが共演した。
2016年、パークはサイモン・ペグとレイク・ベル主演、ベン・パーマー監督のロマンティック・コメディ『マン・アップ! 60億分の1のサイテーな恋のはじまり』をプロデュースした。この作品はトライベッカ映画祭で初上映され、2016年のナショナル・フィルム・アワードUKで「最優秀コメディ賞」(‘Best Comedy’) を受賞した。また、2016年2月に公開されたサシャ・バロン・コーエンのアクション・コメディ映画『ザ・ブラザーズ・グリムズビー』の制作も務めている。
テレビ業界でも、BAFTA2冠に輝いたシットコム『ブラック・ブックス』3シーズン、また『フリー・エージェンツ』を手掛けたほか、『フライデー・ナイト・ディナー』とBAFTA受賞の『ヒム&ハー』では製作総指揮を務めている。
自身が立ち上げた制作会社ビッグ・トーク・プロダクションズだが、2008年にはトップの座を後進に譲り、さらに2013年にはITVへ売却している。2018年8月には、ビッグ・トーク・プロダクションズを退社することが報じられた。

## フィルモグラフィ

### テレビ番組
- 1999年、2001年：SPACED 〜俺たちルームシェアリング〜 Spaced
- 2000年 - 2004年：ブラック・ブックス（英語版）（原題）Black Books
- 2009年：フリー・エージェンツ（英語版）（原題）Free Agents
- 2010年 - 2013年：ヒム&ハー（英語版） Him & Her（製作総指揮）
- 2011年〜：フライデー・ナイト・ディナー（英語版） Friday Night Dinner（製作総指揮）
- 2023年：スコット・ピルグリム テイクス・オフ Scott Pilgrim Takes Off (製作責任者)

### 映画
- 2004年 - ショーン・オブ・ザ・デッド Shaun of the Dead
- 2007年 - ホット・ファズ -俺たちスーパーポリスメン!- Hot Fuzz
- 2010年 - スコット・ピルグリム VS. 邪悪な元カレ軍団 Scott Pilgrim vs. the World
- 2011年 - アタック・ザ・ブロック Attack the Block
- 2011年 - 宇宙人ポール Paul
- 2012年 - サイトシアーズ 殺人者のための英国観光ガイド（英語版） Sightseers
- 2013年 - ワールズ・エンド 酔っぱらいが世界を救う! The World's End
- 2013年 - 新クライモリ デッド・フィーバー（英語版） In Fear
- 2014年 - カムバック! Cuban Fury
- 2016年 - マン・アップ! 60億分の1のサイテーな恋のはじまり Man Up
- 2016年 - ザ・ブラザーズ・グリムズビー（英語版） The Brothers Grimsby
- 2017年 - ベイビー・ドライバー Baby Driver
- 2019年 - クエスト・オブ・キング 魔法使いと4人の騎士 The Kid Who Would Be King
- 2020年 - レベッカ Rebecca
- 2020年 - Last Night In Soho